# Ectopatria deloptis
Ectopatria deloptis är en fjärilsart som beskrevs av Oswald Beltram Lower 1908. Ectopatria deloptis ingår i släktet Ectopatria och familjen nattflyn. Inga underarter finns listade i Catalogue of Life.